# Eugenio Castillo Navarro
Eugenio Castillo Navarro (?, 1939 o 1940 - Barcelona, 5 de juliol de 2006), conegut popularment com a Eugenio, nom amb què signava els seus treballs, va ser un dels periodistes gràfics de la ciutat de Barcelona, on començà a treballar l'any 1956.
La seva trajectòria professional el portà a especialitzar-se com a periodista de premsa gràfica col·laborant en diaris de la ciutat –Solidaridad Nacional, La Prensa i El Noticiero Universal– i a revistes –Ondas, Siglo XXI i Actualidad Española. Des de l'any 1966 i fins a 1974 s'encarregà del recull gràfic de tots els salons de la Fira de Barcelona, tasca que compaginà amb col·laboracions amb editorials com Salvat o Edicions 62. L'any 1977 començà a treballar com a reporter gràfic de la Diputació de Barcelona i amb la Generalitat provisional, i des de finals de 1981 fins a octubre de 1993 exercí com a fotògraf independent però exclusiu del gabinet de protocol del Departament de Presidència de la Generalitat, on cobria diàriament les activitats del president.

## Fons personal
El seu fons personal es conserva a l'Arxiu Nacional de Catalunya. Els 4.044 rodets que formen l'arxiu de Presidència d'Eugenio Castillo, conservat a l'ANC, cobreixen un període de més de dotze anys d'activitats presidencials, des de la presa de possessió de Jordi Pujol el mes de maig de 1981 fins a l'homenatge de la Generalitat de Catalunya a l'abat Escarré el 29 d'octubre de 1993. Les imatges recullen un seguit d'actes protocol·laris entre els quals destaquen les audiències, celebracions, clausures, conferències, entrevistes, visites, viatges, recepcions i inauguracions del dia a dia del President de la Generalitat.